# سید واتکینز
اریک سیدنی واتکینز (به انگلیسی: Sid Watkins)، دارای بورسیه کالج سلطنتی جراحان و افسر عالی‌رتبهٔ امپراتوری بریتانیا (زادهٔ ۶ سپتامبر ۱۹۲۸ در لیورپول، درگذشتهٔ ۱۲ سپتامبر ۲۰۱۲ در لندن)، که در میان اهالی ورزش اتومبیل‌رانی فرمول یک عموماً با نام پروفسور سید یا نام کوتاه پراف شناخته می‌شد، جراح مغز و اعصاب انگلیسی زادهٔ لیورپول بود. او در سال ۱۹۵۲ از دانشگاه لیورپول فارغ‌التحصیل شد؛ پس از آن، و پیش از کسب درجهٔ تخصص در جراحی مغز و اعصاب از دانشگاه آکسفورد، و سپس از دانشگاه لندن، به مدت چهار سال به خدمت گروه پزشکی ارتش سلطنتی درآمد. علاوه بر این، واتکینز به عنوان پزشک حاضر در پیست مسابقه در آخرهفته‌های مسابقات فرمول یک حضور داشته‌است. او همزمان با حضور در دانشگاه سیراکیوس در مقام استاد جراحی مغز و اعصاب، به فعالیت خود در نقش پرشک پیست مسابقه در پیست بین‌المللی واتکینز گلن ادامه داد.
در ملاقاتی با برنی اکسلتون، رئیس تیم برابهام، او به واتکینز پیشنهاد داد که به‌عنوان نمایندهٔ ایمنی و پزشکی فیا در مسابقات فرمول یک، سرپرست تیم پزشکی حاضر در پیست‌های مسابقات، و نخستین پاسخگو در صورت بروز تصادف به فعالیت بپردازد، این همان مقامی بود که واتکینز در ۲۶ سال بعدی عمرش در آن به فعالیت پرداخت. او در نجات جان رانندگان بسیاری از جمله جرارد برگر، مارتین دانلی، اریک کوماس، روبنس باریکلو، کارل وندلینگر و میکا هاکینن نقش داشته‌است. واتکینز همچنین برای رابطهٔ دوستانه‌اش با آیرتون سنا شناخته‌شده‌است.
واتکینز متأهل بود و دارای چهار فرزند پسر و دو فرزند دختر بود. او در ۱۲ سپتامبر ۲۰۱۲ بر اثر حملهٔ قلبی درگذشت.